# Göncruszka
Göncruszka település Borsod-Abaúj-Zemplén vármegyében, a Gönci járásban. Az államalapítás óta Abaúj (vár)megye települése, melynek eredeti székhelye Kassa, ami csupán 30 kilométerre van.

## Fekvése
Miskolctól 60 kilométerre északkeletre található, a Hernád völgyében, a folyó bal (keleti) partján. A legközelebbi város a 4 kilométerre északra lévő Gönc, két másik szomszédja délkelet felől Hejce (7 kilométerre), dél felől Vilmány (4 kilométerre). Határos még kelet felől Fony, nyugat felől Hernádcéce, északnyugat felől pedig Hernádszurdok községekkel is, de egyikkel sincs közvetlen közúti kapcsolata (az utóbbi két település a Hernád túlsó oldalán található).
Keletről a Eperjes-Tokaji-hegység övezi, az Abaúji-Hegyalja kistáj része. Ennek kiemelkedő csúcsai a Borsó-hegy (733 m) és a Gergely-hegy (783 m), ezek uralkodnak a táj felett, növelvén annak szépségét. Lábai előtt terül el a széles völgy kitűnő termőföldjével; a Magas-Tátrára nyitott völgyön északról a „kurucok szele” gyakran süvít át a községen. Éghajlata száraz, hűvös.
A Hernád-völgy hosszú, árokszerű medence, helyenként a 8 kilométeres szélességet is eléri, teljes hossza mintegy 190 kilométer. A folyó több forrásból ered a Felvidéken, néhol sziklahasadékon át éri el Igló lapályát. Beleömlik a Gölnic, Kassától délre a Tarca, az Ósva és a Miszlóka-patak. Ónod közelében éri el a Sajót, majd Tiszaújvárosnál együtt folyik be vizük a Tiszába. Göncruszka határa a folyótól a hegy lábáig terjed, kitűnő a termőföldje; ha áradás van, akkor a hegyoldal adja a termést, ha pedig szárazság uralkodik, a folyó tárolja a nedvességet.
A Hernád túlsó jobb partján a 3-as főút és a Miskolc–Hidasnémeti-vasútvonal húzódik. A folyó bal oldalán, a falu keleti szélén fut a Szerencs–Hidasnémeti-vasútvonal, ennek egy megállási pontja van itt, Göncruszka megállóhely, a belterület délkeleti széle közelében. A települést a térség fontosabb közútjai közül az Abaújkér-Gönc közt húzódó 3713-as út szeli át, ennek belterületi neve Fő utca. Az ősi fő útvonal a hegy lábánál vezetett, az úgynevezett Klastrom-kert alatt, a Savós-kút közelében, a boldogkői vár és Gönc között; ez része volt annak az útnak, amely valaha összekötötte a Balkánt Lengyelországgal. Ez volt a levantei kereskedelmi útvonal a Balti-vidék és Dél-Európa között, sok gyümölcsöt és bort is szállítottak itt. Gazdaságilag ez részben előnyére volt a vidéknek, ám komoly hátrányt jelentett, hogy egyben katonai útvonalként is szolgált, s a harcok idején a lakosság sokat szenvedett. Erdőkbe, mocsarakba, alagutakba rejtőztek az ellenség elől.

### Vizei
Göncruszkán két patak folyik keresztül. Az egyik, a Ruszka-patak a felső szőlőhegy aljából, a Virhócz-kútból, a felső urasági táblán, a falun keresztül folyik és a Peretkába ömlik. 1970-ben szabályozták a patakot a nagy esőzések folytán való kiöntései miatt. A másik patak a Gönc határából jön; ez működtette hajdan a református templom melletti malmot. Bő vize áradáskor a falu északi részét sokszor elborította, emiatt is húzódott a lakosság a 18.-19. században délkeletre, a magasabb részekre. Az ősi templom ezért áll jelenleg a falu északi végén. Ennek a pataknak több neve is van: Gönci-patak, Peretka, Ósva-patak, de a régiek Hedrik-pataknak nevezték a falu mellett húzódó szakaszát. Hedrik nevű volt II. Géza király nádora, és az ő idejében épült az ősi műemlék-templom. Elképzelhető, hogy Hedrik nádornak itt is volt egy szálláshelye, amely a tatárjárás idején elpusztult. Innen maradt fent ez a név.
Pesty Frigyes gyűjtése alapján tudjuk, hogy 1865-ben még  „létezett határunkban egy hideg tó… Teteje meleg, mert meleg forrása is van. Sok hal van benne, télen sem fagyott be. A Lázi réten és Görbe-tavat is találunk, ami sokszor kiszáradt, mint ahogy a Kerektó  is.” Ezek a vizek a Hernád szabályozása következtében megszűntek.

## Története
Göncruszka (Ruszka, Uruszka) Árpád-kori település. Nevét a Váradi regestrum már 1220-ban említette Vruzca, majd 1221-ben Rvzka néven.
Ruszka a vizsolyi ispánsághoz tartozó 10 királynéi német telepesfalu egyike volt, lakói 1220-ban elűzték két falunagyukat. Az idevaló Seraphin és Ethened, akik a Ruszkaiak ősei, már 1221-ben birtokosok voltak a településen.
1317-ben ebből a Ruszkából elégítették ki Seraphil özvegyét hitbére és jegyajándéka, és leányait leánynegyedük felől. Ekkor már papját is említették.
1332-ben Izsép a ruszkaiak közül az egész Ruszkát magáénak vallotta. A pápai tizedjegyzék adatai szerint ekkor papja 18 garas, 1333-ban 16 garas pápai tizedet fizetett.
1700-tól hívják Göncruszkának.

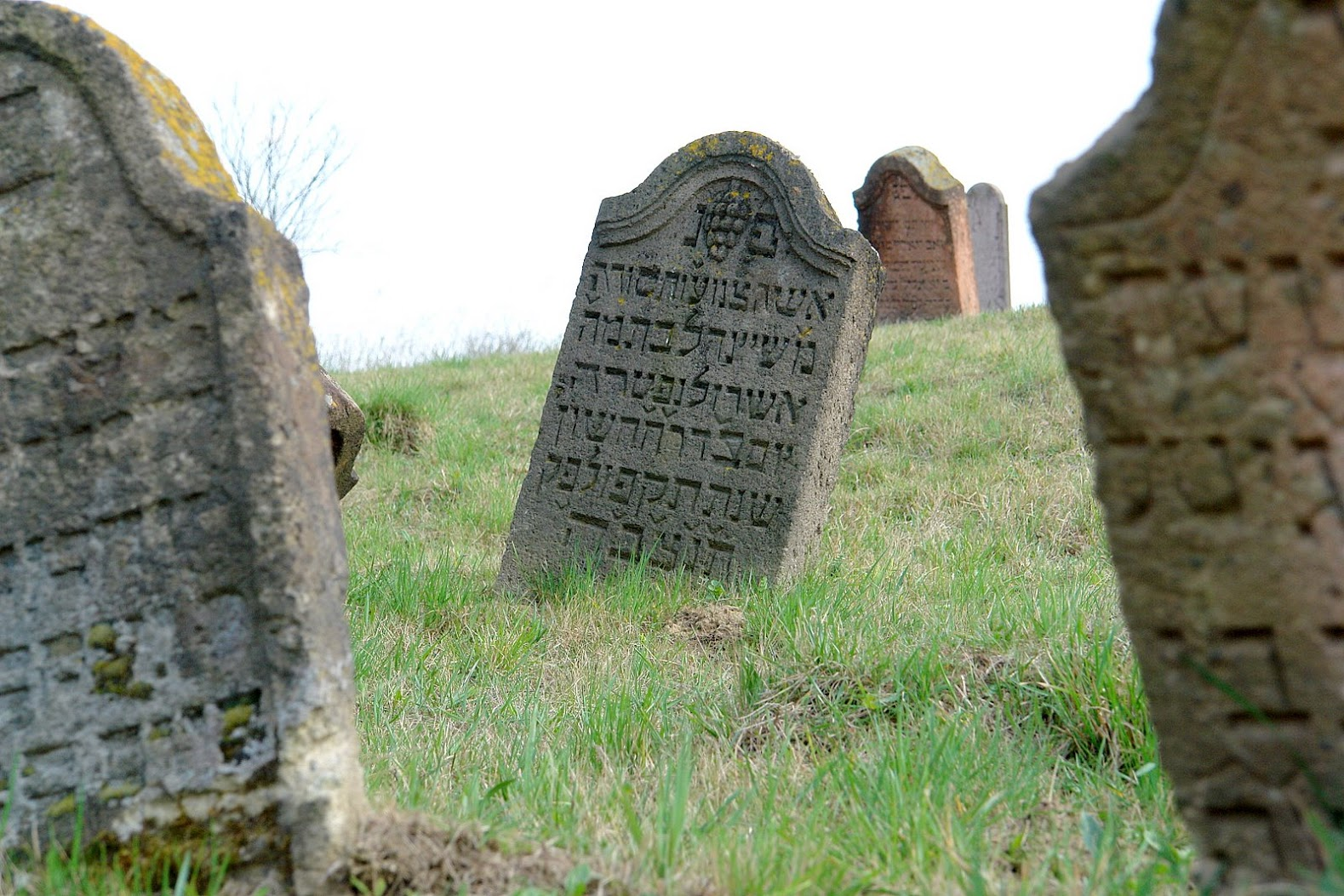
Göncruszka, egykori zsidó temető

1977-ben Gönchöz csatolták, majd húsz évvel később ismét különvált.

## Közélete

### Polgármesterei
- 1990–1994: Somosi Béláné (független)[3]
- 1994–1998: Somosi Béláné (független)[4]
- 1998–2002: Somosi Béláné (független)[5]
- 2002–2006: Urbán József (független)[6]
- 2006–2010: Urbán József (független)[7]
- 2010–2014: Urbán József (független)[8]
- 2014–2019: Urbán József (független)[9]
- 2019–2024: Öchlsläger Zsoltné (független)[10]
- 2024– : Havas Norbert (független)[1]

A településen az 1998. október 18-án megtartott önkormányzati választás érdekessége volt, hogy az országos átlagot jóval meghaladó számú, összesen 8 polgármesterjelölt indult. Ilyen nagy számú jelöltre az egész országban csak tíz település lakói szavazhattak, ennél több (9, 10 vagy 12) aspiránsra pedig csak öt másik településen volt példa.

## Népesség
A település népességének változása:
| Lakosok száma | 668  | 638  | 643  | 712  | 624  | 658  | 672  |
|               | 2013 | 2014 | 2015 | 2021 | 2022 | 2023 | 2024 |

2001-ben a település lakosságának 99%-a magyar, 1%-a cigány nemzetiségűnek vallotta magát.
A 2011-es népszámlálás során a lakosok 84,6%-a magyarnak, 11,9% cigánynak, 0,2% németnek, 1,7% szlováknak mondta magát (14,9% nem válaszolt; a kettős identitások miatt a végösszeg nagyobb lehet 100%-nál). A vallási megoszlás a következő volt: római katolikus 56,4%, református 17,5%, görögkatolikus 0,6%, evangélikus 0,6%, felekezeten kívüli 1,7% (22% nem válaszolt).
2022-ben a lakosság 83,8%-a vallotta magát magyarnak, 15,4% szlováknak, 8,2% cigánynak, 0,2% szlovénnek, 1,3% egyéb, nem hazai nemzetiségűnek (7,7% nem nyilatkozott; a kettős identitások miatt a végösszeg nagyobb lehet 100%-nál). Vallásuk szerint 33% volt római katolikus, 21,3% református, 1,6% görög katolikus, 0,2% egyéb keresztény, 0,3% evangélikus, 3,8% felekezeten kívüli (39,1% nem válaszolt).